# Saison 4 d'Une nounou d'enfer
Cet article présente le guide de la quatrième saison de la série télévisée Une nounou d'enfer.

## Distribution
- Sont crédités du statut d'acteurs principaux pour cette saison :
  - Fran Drescher : Fran Fine
  - Charles Shaughnessy : Maxwell Sheffield
  - Daniel Davis : Niles
  - Lauren Lane : C.C. Babcock
  - Nicholle Tom : Maggie Sheffield
  - Benjamin Salisbury : Brighton Sheffield
  - Madeline Zima : Grace Sheffield
  - Renee Taylor : Sylvia Fine
  - Ann Morgan Guilbert : Grandma Yetta
  - Rachel Chagall : Val Toriello
- Des acteurs invités se joignent à la distribution de chaque épisode, de manière plus ou moins récurrente.

## Épisodes

### Épisode 1:L'amour est aveugle
- Titre original : The Tart with Heart
- Scénariste : Frank Lombardi
- Réalisateur : Dorothy Lyman
- Diffusions :
  -  États-Unis : 18 septembre 1996
  -  France :
- Distribution :
- Résumé :

Après que Maxwell a déclaré sa flamme à Fran, il lui demande d'oublier ce qu'il a dit sous le coup de l'émotion; mais Fran veut lui faire payer.

### Épisode 2:Intérêt commun
- Titre original : The Cradle Robbers
- Scénariste : Nastaran Dibai et Jeffrey B. Hodes
- Réalisateur : Dorothy Lyman
- Diffusions :
  -  États-Unis :
  -  France :
- Distribution :
- Résumé :

Maxwell est choqué de savoir que Maggie sort avec un garçon plus âgé qu'elle, Fran en essayant de la dissuader tombe sous le charme d'un de ses amis qui est plus jeune qu'elle..

### Épisode 3:Les œufs sont faits
- Titre original : The Bird's Nest
- Scénariste : Jayne Hamil
- Réalisateur : Dorothy Lyman
- Diffusions :
  -  États-Unis :
  -  France :
- Distribution :
- Résumé : Brighton collectionne les mauvaises notes, il s'investit donc dans un projet scientifique, mais Fran intervient malgré les interdictions de Maxwell, et cela s'avère désastreux.
  - Commentaires :
    - Au début de l'épisode, lors de l'ouverture des soldes, une scène du film Jumanji est insérée, celle où les animaux entrent en furie dans la maison et détruisent tout sur leur passage.

### Épisode 4:La Gloire de Miss Fine
- Titre original : The Rosie Show
- Scénariste : Nastaran Dibai et Jeffrey B. Hodes
- Réalisateur : Dorothy Lyman
- Diffusions :
  -  États-Unis :
  -  France :
- Distribution : Rosie O'Donnell, Hugh Grant, Donald Trump
- Résumé :

Fran assiste à l'émission de Rosie O'Donnell, elle s'y fait remarquer et est engagée pour participer à l'émission en donnant des conseils sur l'éducation des enfants; elle devient rapidement une célébrité...

### Épisode 5:Le Grand Amour de Frieda
- Titre original : Freida Needa Man
- Scénariste : Frank Lombardi
- Réalisateur : Dorothy Lyman
- Diffusions :
  -  États-Unis :
  -  France :
- Distribution : Donald O'Connor
- Résumé :

Chassés de leur appartement, Tante Frieda et Fred, son compagnon millionnaire, viennent s'installer chez Maxwell. À la suite d'un incident malheureux, Frieda croit que Fred l'a trompée avec Fran.

### Épisode 6:On se croirait dans «Dynastie»
- Titre original : Me and Mrs. Joan
- Scénariste : Peter Marc Jacobson
- Réalisateur : Dorothy Lyman
- Diffusions :
  -  États-Unis :
  -  France :
- Distribution : Robert Vaughn, Joan Collins
- Résumé :

Fran et Maxwell rencontrent par hasard le père de celui-ci avec qui il est en conflit depuis plusieurs années, depuis que son père a quitté sa femme pour sa secrétaire.

### Épisode 7:Le Fisc aux trousses
- Titre original : The Taxman Cometh
- Scénariste : Dan Amernick et Jay Amernick
- Réalisateur : Dorothy Lyman
- Diffusions :
  -  États-Unis :
  -  France :
- Distribution : Jay Leno
- Résumé :

Pour que Maxwell puisse passer dans l'émission de Jay Leno, Fran doit garder sa chienne, tandis qu'elle doit affronter un contrôle fiscal.

### Épisode 8:Le cœur a ses raisons
- Titre original : An Affair to Dismember
- Scénariste : Diane Wilk
- Réalisateur : Dorothy Lyman
- Diffusions :
  -  États-Unis :
  -  France :
- Distribution :
- Résumé :

Fran se morfond car elle s'ennuie de son travail et de sa vie. Nigel, le frère de Maxwell arrive à la maison. Fran et lui tombent amoureux et Nigel lui demande de s'enfuir avec lui sur le Queen Elizabeth.
Commentaire: La scène où Fran court dans les rues pour rattraper Nigel et le bateau dans lequel il a pris place, peut faire penser à la scène du film "Funny Girl" où Barbra Streisand interprète "Don't Rain on My Parade"

### Épisode 9:Secret coquin
- Titre original : Tattoo
- Scénariste : Caryn Lucas
- Réalisateur : Dorothy Lyman
- Diffusions :
  -  États-Unis :
  -  France :
- Distribution :
- Résumé :

Maggie veut se faire tatouer, mais quand la famille apprend que Fran s'est fait tatouer, cela semble beaucoup intéresser Maxwell.

### Épisode 10:Le Coup du lapin
- Titre original : The Car Show
- Scénariste : Robbie Schwartz
- Réalisateur : Dorothy Lyman
- Diffusions :
  -  États-Unis :
  -  France :
- Distribution :
- Résumé :

Maggie voudrait une voiture pour son anniversaire mais comme son père refuse de lui en offrir une elle demande à Fran de participer à un concours pour en gagner une. Mais ne sachant pas conduire, elle demande à Maxwell de lui apprendre, mais elle tue accidentellement un lapin, ce qui la choque...

### Épisode 11:Fran la tornade
- Titre original : Hurricane Fran
- Scénariste : Rick Shaw
- Réalisateur : Dorothy Lyman
- Diffusions :
  -  États-Unis :
  -  France :
- Distribution :
- Résumé :

C'est les vacances. Tandis que les Sheffield doivent partir en croisière dans les îles grecques, Fran et Val partent sur une île tropicale sur le point d'être frappée par un cyclone. Dans ces circonstances, chacune évoque ses souvenirs.

### Épisode 12:Un mari à tout prix
- Titre original : Kissing Cousins
- Scénariste : Jayne Hamil
- Réalisateur : Dorothy Lyman
- Diffusions :
  -  États-Unis :
  -  France :
- Distribution : Jon Stewart
- Résumé :

Fran se désespère une fois encore d'être demoiselle d'honneur au mariage de sa cousine, mais elle tombe amoureuse d'un médecin juif... qui s'avère être son cousin.

### Épisode 13:Alerte à la nounou
- Titre original : Danny's Dead and Who's Got the Will?
- Scénariste : Caryn Lucas
- Réalisateur : Dorothy Lyman
- Diffusions :
  -  États-Unis :
  -  France :
- Distribution : Pamela Anderson, Myra Carter
- Résumé :

Maxwell se désespère de voir sa riche grand-mère venir lui rendre visite, surtout à cause de la présence de Fran. Celle-ci est attristée par la nouvelle de la mort de son ex-fiancé Dany, et aussi par le fait qu'après la rencontre avec l'un des invités de la veillée, elle se désespère que personne ne connaisse son amour pour Maxwell.

### Épisode 14:Tous les couples sont permis
- Titre original : The Fifth Wheel
- Scénariste : Jayne Hamil
- Réalisateur : Dorothy Lyman
- Diffusions :
  -  États-Unis :
  -  France :
- Distribution :
- Résumé :

Sur les conseils de son psychiatre, Fran décide d'arrêter de vouloir essayer de trouver l'amour, elle est rejointe dans ce combat par C.C. Babcok et Val qui sont toujours célibataires.

### Épisode 15:Par le bout du nez
- Titre original : The Nose Knows
- Scénariste : Rick Shaw
- Réalisateur : Dorothy Lyman
- Diffusions :
  -  États-Unis :
  -  France :
- Distribution :
- Résumé :

Fran est choquée de savoir que Maxwell est sorti avec une femme. Se rappelant qu'elle n'est que sa nounou, elle préfère aller voir sa mère avec qui elle rencontre le docteur Miller, son psychiatre, en train de se curer le nez, ce qui la choque...

### Épisode 16:Le Hold-up de la Saint-Valentin
- Titre original : The Bank Robbery
- Scénariste : Jayne Hamil
- Réalisateur : Dorothy Lyman
- Diffusions :
  -  États-Unis :
  -  France :
- Distribution : Peter Scolari (Leslie Tilbert)
- Résumé :

Grand-mère Yetta a un petit ami. Sylvia, persuadée qu'il n'en veut qu'à son argent, convainc Fran de l'accompagner à la banque pour s'assurer qu'il ne pourra pas retirer d'argent. Une fois arrivées à la banque, un braqueur fait irruption et prend les gens en otage...

### Épisode 17:Nounou par intérim
- Titre original : Samson, He Denied Her
- Scénariste : Flo Cameron
- Réalisateur : Dorothy Lyman
- Diffusions :
  -  États-Unis :
  -  France :
- Distribution : Robert Urich : Juge Jerry Moran
- Résumé :

C.C. Babcock et Fran sont jurés dans le même procès. Durant l'absence de Fran, c'est sa mère Sylvia qui la remplace comme nounou.

### Épisode 18:Qui a peur du grand méchant maître d'hôtel
- Titre original : The Facts of Lice
- Scénariste : Nastaran Dibai et Jeffrey B. Hodes
- Réalisateur : Dorothy Lyman
- Diffusions :
  -  États-Unis :
  -  France :
- Distribution :
- Résumé :

Par hasard Fran tombe sur une mystérieuse liste de Niles ayant à voir avec un crime, Val et elle sont persuadées que Niles est un tueur et qu'il veut l'assassiner.

### Épisode 19:Allô maman, ici Fran!
- Titre original : Fran's Roots
- Scénariste : Caryn Lucas
- Réalisateur : Dorothy Lyman
- Diffusions :
  -  États-Unis :
  -  France :
- Distribution :
- Résumé :

Une femme appelle Fran pour lui dire qu'à sa naissance il est possible que des bébés aient été échangés et qu'elle pourrait être sa fille. Fran et surtout sa mère ont beaucoup de mal à l'accepter.

### Épisode 20:La Nounou et le Beau Producteur
- Titre original : The Nanny and the Hunk Producer
- Scénariste : Frank Lombardi
- Réalisateur : Dorothy Lyman
- Diffusions :
  -  États-Unis :
  -  France :
- Distribution :
- Résumé :

Toute la famille se rend à la cérémonie de remise des Tony Award, à laquelle Maxwell est nommé. Le lendemain paraît un article qui dit que Maxwell avait une relation avec Fran pendant son mariage.

### Épisode 21:La Nounou et la Star
- Titre original : The Passed-Over Story
- Scénariste : Rick Shaw
- Réalisateur : Dorothy Lyman
- Diffusions :
  -  États-Unis :
  -  France :
- Distribution :
- Résumé :

Morgan Faulkner, une ancienne camarade de classe de Fran, est embauchée par Maxwell pour être la  vedette de son nouveau spectacle. Elle parvient à convaincre Maggie de travailler pour elle plutôt que d'aller à l'université.

### Épisode 22:L'air ne fait pas la chanson
- Titre original : No Muse is Good Muse
- Scénariste : Jayne Hamil
- Réalisateur : Dorothy Lyman
- Diffusions :
  -  États-Unis :
  -  France :
- Distribution :
- Résumé :

Fran voudrait produire une chanson sur sa vie qu'elle juge déprimante; avec Val elle cherche donc à se rapprocher de Tacha une jeune chanteuse.

### Épisode 23:Esclave d'un jour
- Titre original : You Bette Your Life
- Scénariste : Frank Lombardi
- Réalisateur : Dorothy Lyman
- Diffusions :
  -  États-Unis :
  -  France :
- Distribution : Bette Midler
- Résumé :

Pour un gala de charité Fran offre ses services de gouvernante pour une journée, celui qui remporte les enchères est un jeune pianiste, fils d'un important mécène de Maxwell.

### Épisode 24:Fran dans «Les Feux de l'amour»
- Titre original : The Heather Biblow Story
- Scénariste : Ivan Menchell
- Réalisateur : Dorothy Lyman
- Diffusions :
  -  États-Unis :
  -  France :
- Distribution : Pamela Anderson
- Résumé :

Val et Fran vont à Hollywood lorsqu'elles apprennent qu'Heather Biblow a obtenu un rôle dans Les Feux de l'amour.

### Épisode 25:Destination Boca
- Titre original : The Boca Story
- Scénariste : Caryn Lucas
- Réalisateur : Dorothy Lyman
- Diffusions :
  -  États-Unis :
  -  France :
- Distribution :
- Résumé :

Les parents de Fran, ainsi que Grand-mère Yetta, ont trouvé un appartement à Boca, mais Fran a beaucoup de mal à accepter ce départ qu'elle a pourtant réclamé pendant longtemps.
- Commentaire : Il s'agit du 100ème épisode de la série.

### Épisode 26:Crises de cœur
- Titre original : Fran's Gotta Have It
- Scénariste : Diane Wilk
- Réalisateur : Dorothy Lyman
- Diffusions :
  -  États-Unis :
  -  France :
- Distribution : Céline Dion
- Résumé :

Fran rejoint Maxwell qui est parti à Londres pour convaincre Céline Dion de jouer à Broadway; elle espère ainsi vivre à nouveau la romance qu'ils avaient vécue à Paris.